# Pałac Wallenberg-Pachalych we Wrocławiu
Pałac Wallenberg-Pachalych we Wrocławiu (niem. Wallenberg-Pachaly-Palais) – dawny pałac miejski i bank przy ul. Szajnochy 10 we Wrocławiu. Jest jednym z najbardziej okazałych pałaców XVIII-wiecznego Wrocławia, z jedynymi zachowanymi w mieście klasycystycznymi wnętrzami.

## Historia i architektura pałacu

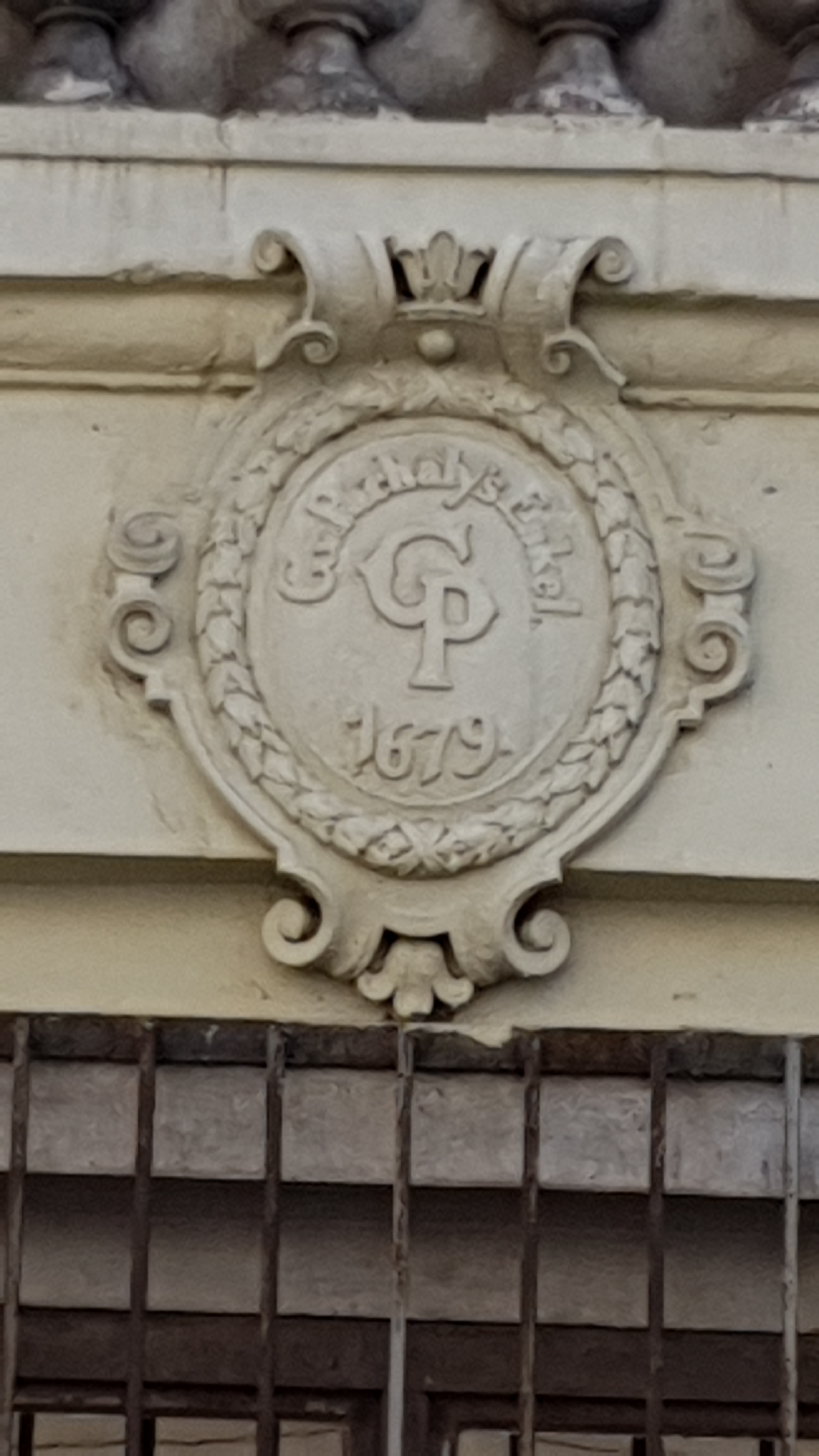
Kartusz z inicjałami Gideona III von Pachaly'ego i datą założenia firmy „1679”

Około 1785 bankier, kupiec i główny kontroler podatkowy Kamery Wojenno-Skarbowej – Gideon III von Pachaly, właściciel podwrocławskiego majątku Nowy Dwór (niem. Maria Höfchen), odkupił od swojej krewnej działkę przy ówczesnej ul. Roßmarkt (Koński Targ). Następnie wzniósł trzykondygnacyjny budynek o dwutraktowym i trzynastoosiowym korpusie w stylu wczesnego klasycyzmu w latach 1785–1787, zaprojektowany przez śląskiego architekta Carla Gottharda Langhansa.
Pierwotnie pałac stał nad Czarną Oławą, zasypaną całkowicie ok. 1869.
Pierwsze piętro było luksusową rezydencją. W salonie zachowały się stiuki, kominek z niszą ujętą z obu stron hermami oraz sala w kształcie elipsy z czterema narożnymi wnękami flankowanymi jońskimi kolumnami. Malowidło na plafonie, przedstawiające Chronosa, wykonał w 1788 Philipp Anton Bartsch. Parter zajmowało przedsiębiorstwo bankowo-handlowe, kantor wymiany walut i biuro obsługi spedycji towarów. Wozy wjeżdżały do ogromnej sieni, gdzie były wyładowywane.
W 1810 architekt Carl Ferdinand Langhans, syn Carla Gottharda Langhansa, rozbudował pałac o trójosiowe skrzydło zachodnie zdobione jońskimi pilastrami.
W 1890 Hermann Wolfram zaprojektował w stylu neobarokowym skrzydło południowe ze stajnią w przyziemiu, które zamknęło tym samym wewnętrzny dziedziniec pałacu. Ta niewielka stajnia dla koni, którą ulokowano w tej części jest jedynym zachowanym do dziś przykładem takiego pomieszczenia w budynku mieszkalnym na terenie miasta.
Na przestrzeni lat w pałacu gościli m.in. Johann Wolfgang von Goethe, Fryderyk Wilhelm IV, Ludwig Yorck von Wartenburg i Wilhelm I.
Za sprawą Gideona I von Wallenberga-Pachaly'ego (1817–1869), w 1841 nastąpił aliaż dwóch arystokratycznych rodzin – von Pachalych i von Wallenbergów, kiedy oficjalnie połączono oba nazwiska oraz rodowe herby.
Od 1884 do 1922 w budynku mieścił się również konsulat Królestwa Szwecji, gdzie przez 43 lata funkcję konsula pełnił Gotthard von Wallenberg-Pachaly (1850–1924).
W okresie od maja 1920 do końca 1945 pałac od rodziny dzierżawił Commerz- und Privat-Bank. II wojna światowa nie spowodowała niemal żadnych zniszczeń budynku, a jego wnętrza nie zostały zdewastowane.
Kilka tygodni po zakończeniu działań wojennych pałac przejął nowo powołany Uniwersytet Wrocławski, który następnie zaadaptował go do celów bibliotecznych (oddział opracowywania zbiorów, gabinety dyrekcji, administracja Biblioteki Uniwersyteckiej, stołówka, a w części także mieszkania pracowników biblioteki). W listopadzie 2013 Uniwersytet Wrocławski wystawił pałac na sprzedaż, a instytucje biblioteczne przeniesiono do nowego budynku przy ul. Joliot-Curie 12. Sprzedano go krakowskiemu deweloperowi Geo, Mieszkanie i Dom (obecnie jest częścią Grupy Deweloperskiej GEO) w kwietniu 2019 za kwotę 14 700 000 zł. W grudniu 2021 pałac ponownie został wystawiony na sprzedaż.